# Museo Victor Kosenko

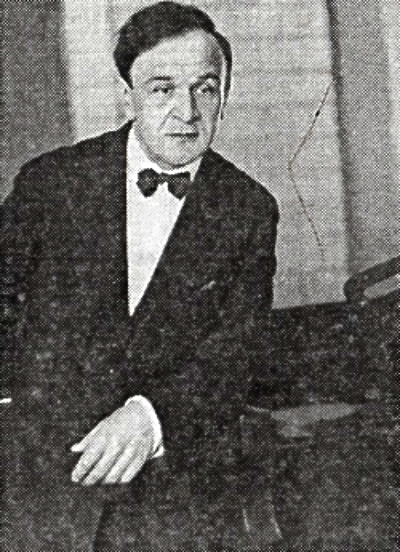
Viktor Kosenko

El Museo Víctor Kosenko es un museo ubicado en Kiev, Ucrania, que conmemora la vida de Víctor Kosenko, un prominente músico, profesor y figura pública ucraniana a inicios del siglo XX. El museo fue abierto a finales de 1938, el año de su muerte, y se encuentra albergado dentro del edificio en el cual Kosenko vivió sus últimos meses de vida, entre el 11 de mayo de 1938 y el 3 de octubre de 1938. El museo conserva su estilo característico y original de la década de 1930 y es un destino turístico popular en la ciudad. Además, el edificio es utilizado por la Unión local de Compositores para organizar y realizar conciertos, conferencias, y reuniones, principalmente enfocadas al ámbito musical y artístico.

## Historia
El museo abrió sus puertas por primera vez en 1938, y fue operado de manera honoraria hasta la década de 1960. Originalmente, el museo estuvo a cargo de la viuda del compositor, Angelina Vladimirovna Kanep-Kosenko. Después de su muerte, la familia del músico procuró conservar las tradiciones del recinto.
A partir de 1964, fue designado de manera oficial como un edificio conmemorativo en su honor, y en las siguientes décadas fue renombrado como un apartamento-museo, estatus el cual conserva hasta el día de hoy.
En 2009, por decisión del Ayuntamiento de Kiev, el Museo Víctor Kosenko se convirtió en una sucursal del Museo de Teatro, Música y Cinematografía de Ucrania.
El 23 de noviembre de 2016, se inauguró una nueva exposición en el museo tras los trabajos de reparación y restauración del recinto.

## Exposición
El museo conserva objetos personales, manuscritos, archivos fotográficos, patrimonio epistolar, ediciones y registros de las obras que realizó el compositor. En varias partes del recinto, se recrearon o restauraron los interiores del apartamento de Kosenko ambientado en la década de 1930, sobre la base de fotografías, memorias y publicaciones.
La exhibición más antigua de la colección es una cuchara de plata que proviene de la casa de los padres de Kosenko.
El museo está equipado con modernos medios audiovisuales, que presentan la colección completa del museo-apartamento y brindan a los visitantes la oportunidad de unirse de forma interactiva a la época en la que vivió y trabajó el artista, familiarizándose con su música.
Los componentes conmemorativos y biográficos de la nueva exposición presentan a Víctor Kosenko como un destacado artista dentro de la cultura musical ucraniana del siglo XX, convirtiendo al museo en un lugar de interés y aprendizaje artístico para la región.